# نبرد وایومینگ

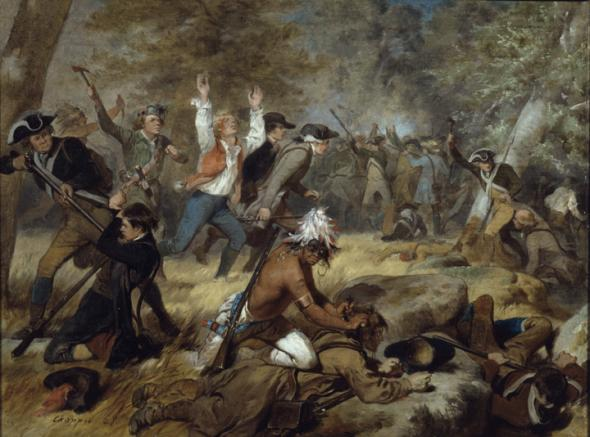
تابلویی از کشتار وایومینگ

نبرد وایومینگ(به انگلیسی: Battle of Wyoming) نام یکی از آوردهای جنگ استقلال آمریکا میان میهن‌پرستان آمریکایی و هواداران انگلستان با همراهی سرخپوستان ایروکوا در دره وایومینگ بود که در ۳۰ ژوئیهٔ ۱۷۷۸ رخ‌داد و پیروزی انگلیسی‌ها انجامید. .
از این رخداد به نام کشتار وایومینگ هم یاد می‌شود. صدها تن از میهن‌پرستان در این نبرد کشته‌شدند. گفته شده که سرخپوستان ایروکوا آمریکاییانی را که از جنگ گریخته بودند شکار کردند و گروهی از آنان را که تسلیم شدند با شکنجه کشته‌اند. در آن زمان گزارش شده‌بود که سرخپوستان پوست سر ۲۲۷ آمریکایی را کنده‌اند. این رویداد از یکسو سبب هراس در میان آمریکاییان شد و از سوی دیگر خشم آنان را برانگیخت. نیروهای هوادار انگلستان در این نبرد تنها ۳ کشته برجای گذاشتند.